# Championnat du Pérou de football 1942
Navigation
Saison précédente Saison suivante
La saison 1942 du Championnat du Pérou de football est la quatorzième édition du championnat de première division au Pérou. Les dix clubs participants sont regroupés au sein d'une poule unique où ils ne s'affrontent qu'une fois au cours de la saison. À la fin de la compétition, il n'y a aucun club promu et les deux derniers du classement sont relégués en Segunda Division, la deuxième division péruvienne, afin de faire passer le championnat à huit équipes.
C'est le club de Sport Boys qui remporte la compétition après avoir terminé en tête du classement final du championnat, avec un seul point d'avance sur le Club Centro Deportivo Municipal et deux sur un duo composé du tenant du titre, Universitario de Deportes et du Sucre FC. C'est le troisième titre de champion du Pérou de l'histoire du club.

## Les clubs participants
| - Alianza Lima - Telmo Carbajo - Sport Boys - Sucre FC - Santiago Barranco - Promu de Segunda Division | - Universitario de Deportes - Atlético Chalaco - Club Centro Deportivo Municipal - Sporting Tabaco - Centro Iqueño - Promu de Segunda Division |

## Compétition
Le barème utilisé pour établir le classement est le suivant :
- Victoire : 3 points
- Match nul : 2 points
- Défaite : 1 point
- Forfait ou abandon : 0 point

### Classement
| Rang | Équipe                          | Pts | J | G | N | P | Bp | Bc | Diff |
| ---- | ------------------------------- | --- | - | - | - | - | -- | -- | ---- |
| 1    | Sport Boys                      | 23  | 9 | 6 | 2 | 1 | 22 | 10 | +12  |
| 2    | Club Centro Deportivo Municipal | 22  | 9 | 6 | 1 | 2 | 21 | 10 | +11  |
| 3    | Universitario de Deportes (T)   | 21  | 9 | 5 | 2 | 2 | 17 | 14 | +3   |
| 4    | Sucre FC                        | 21  | 9 | 5 | 2 | 2 | 13 | 10 | +3   |
| 5    | Alianza Lima                    | 18  | 9 | 3 | 3 | 3 | 18 | 18 | 0    |
| 6    | Atletico Chalaco                | 17  | 9 | 4 | 0 | 5 | 13 | 12 | +1   |
| 7    | Sporting Tabaco                 | 17  | 9 | 4 | 0 | 5 | 17 | 19 | -2   |
| 8    | Centro Iqueño (P)               | 16  | 9 | 3 | 1 | 5 | 12 | 15 | -3   |
| 9    | Telmo Carbajo                   | 15  | 9 | 2 | 2 | 5 | 14 | 18 | -4   |
| 10   | Santiago Barranco (P)           | 10  | 9 | 0 | 1 | 8 | 10 | 31 | -21  |

|  | Champion du Pérou 1942                                |
|  | Relégation en Segunda Division                        |
|  | (T) : Tenant du titre (P) : Promu de Segunda Division |

## Bilan de la saison
| Championnat du Pérou de football 1942 |                                 |
| Champion                              | Sport Boys (3e titre)           |
| Promotions et relégations             |                                 |
| Promus en Primera División            | Aucun (passage de 10 à 8 clubs) |
| Relégués en Segunda División          | Telmo Carbajo                   |
| Relégués en Segunda División          | Santiago Barranco               |